# Храм Богоявления Господня (Козельск)
Храм Богоявления Господня с нижним храмом 40 Севастийских мучеников — православный храм в городе Козельске Калужской области.

## История
Построен в посёлке Механического завода города Козельска в 2005—2011 годах по благословению схиигумена Илия (Ноздрина) на средства Виктора Нусенкиса и других жертвователей. Малое освящение состоялось в январе 2011 года.

## Архитектура
Новый кирпичный храм построен в русско-византийском стиле с трапезной и колокольней. В основу положен проект академика Константина Тона, архитектора храма Христа Спасителя в Москве.
Нижний храм — 40 Севастийских мучеников. Построен в форме корабля, как повелевали апостолы, «…продолговато устроенным, на восток обращенным, от обеих стран к востоку притворы имеющим».